# 查尔斯·亚当斯
查尔斯·萨缪尔·亚当斯 （英語：Charles Samuel Addams，1912年1月7日—1988年9月29日），美国卡通漫画家，因其创作的暗黑系富有黑色幽默的角色形象而闻名。在其卡通漫画中一般署名为“查斯·亚当斯（英語：Chas Addams）”。在他作品中反复出现的亚当斯一家形象经常出现在各种形式的媒体之上。

## 简介
亚当斯出生在新泽西州的韦斯特菲尔德，父亲查尔斯·休伊·亚当斯是一位立志成为建筑师的钢琴行主管，据童年玩伴回忆，自幼亚当斯就被别人称作“邻居家的淘气鬼”虽然英文拼写不尽相同，但亚当斯是美国总统约翰·亚当斯和约翰·昆西·亚当斯的远房亲戚，他也是改革家简·亚当斯的侄子。

## 致敬
2012年1月7日，Google涂鸦发布了纪念亚当斯的诞辰100周年的涂鸦。